# Bobby Troup
Bobby Troup (Harrisburg, 1918. október 18. – Los Angeles, 1999. február 7.) amerikai dzsesszzongorista, énekes, színész, dalszerző.
Az ő szerzeménye többek között a Route 66 c. örökzölddé vált szám is.

## Lemezek
- Bobby Troup! (Capitol, 1953)
- Bobby Troup and His Trio (Liberty, 1955)
- The Songs of Bobby Troup (Bethlehem, 1955)
- Bobby Troup Sings Johnny Mercer (Bethlehem, 1955)
- The Distinctive Style of Bobby Troup (Bethlehem, 1955)
- Bobby Swings Tenderly (Mode, 1957)
- Do Re Mi (Liberty, 1957)
- Here's to My Lady (Liberty, 1958)
- Cool Bobby Troup (Interlude, 1959)
- Bobby Troup and His Stars of Jazz (RCA Victor, 1959)
- Two Part Inventions for Trumpet with Benny Golson (Twig, 1970)
- In a Class Beyond Compare (Audiophile, 1981)
- Kicks On Route 66 (Hindsight, 1995)
- Makin' Whoopee But Oh So Tenderly (Vintage Jazz)
- The Feeling of Jazz (Starline, 1994)

## Filmek
- 1950: Duchess of Idaho
- 1951: Mr. Imperium
- 1957: Bop Girl Goes Calypso
- 1958: The High Cost of Loving
- 1959: The Five Pennies
- 1959: The Gene Krupa Story
- 1967: First to Fight
- 1967: Banning
- 1970: MASH
- 1972–1978: Emergency!

## További információ
- Bobby Troup az Internetes Szinkronadatbázisban (magyarul)
- Bobby Troup az Internet Movie Database-ben (angolul)
- Bobby Troup a Rotten Tomatoeson (angolul)
- https://www.famousbirthdays.com/people/bobby-troup.html (angolul)